# 西馬音内の盆踊

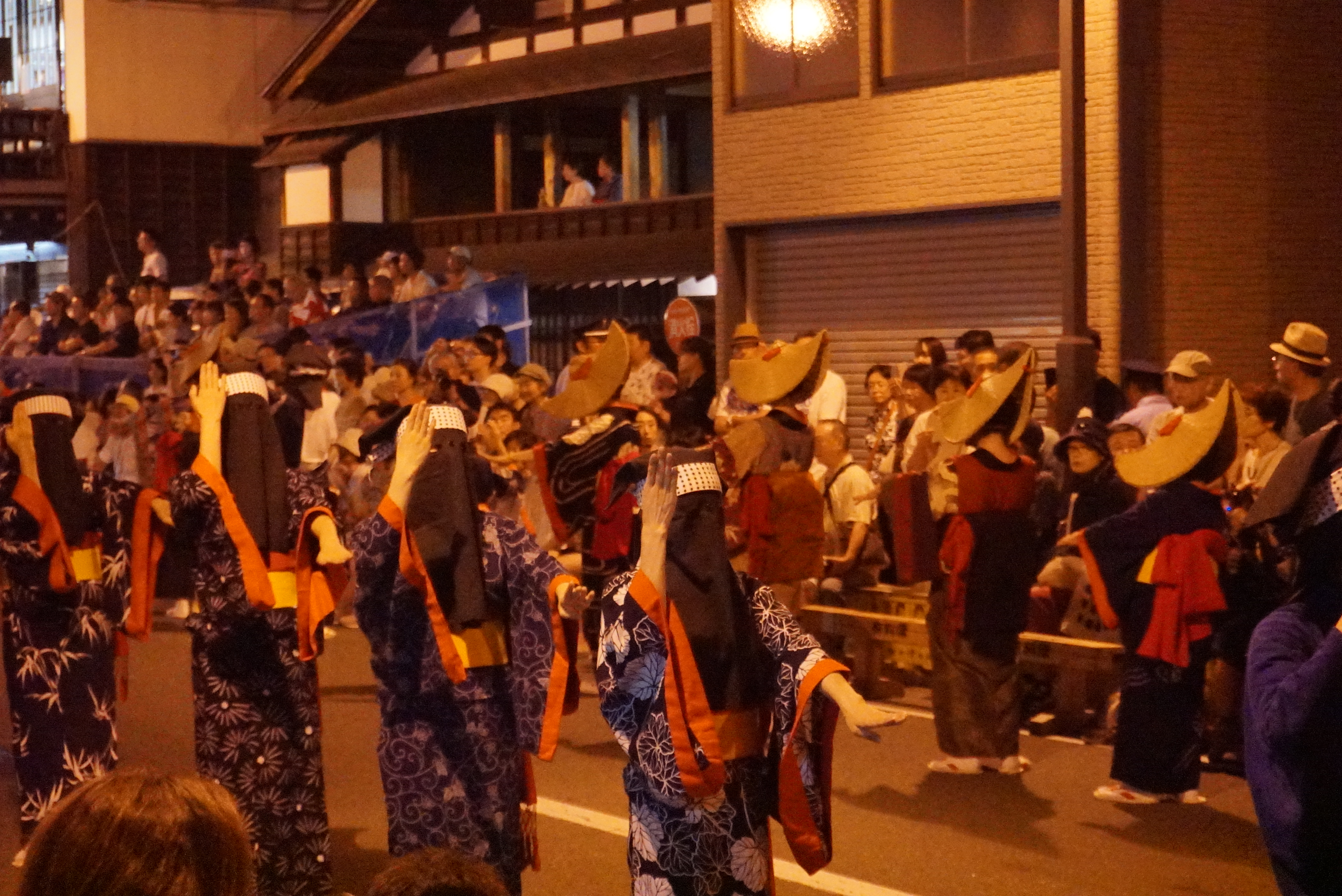
踊り子

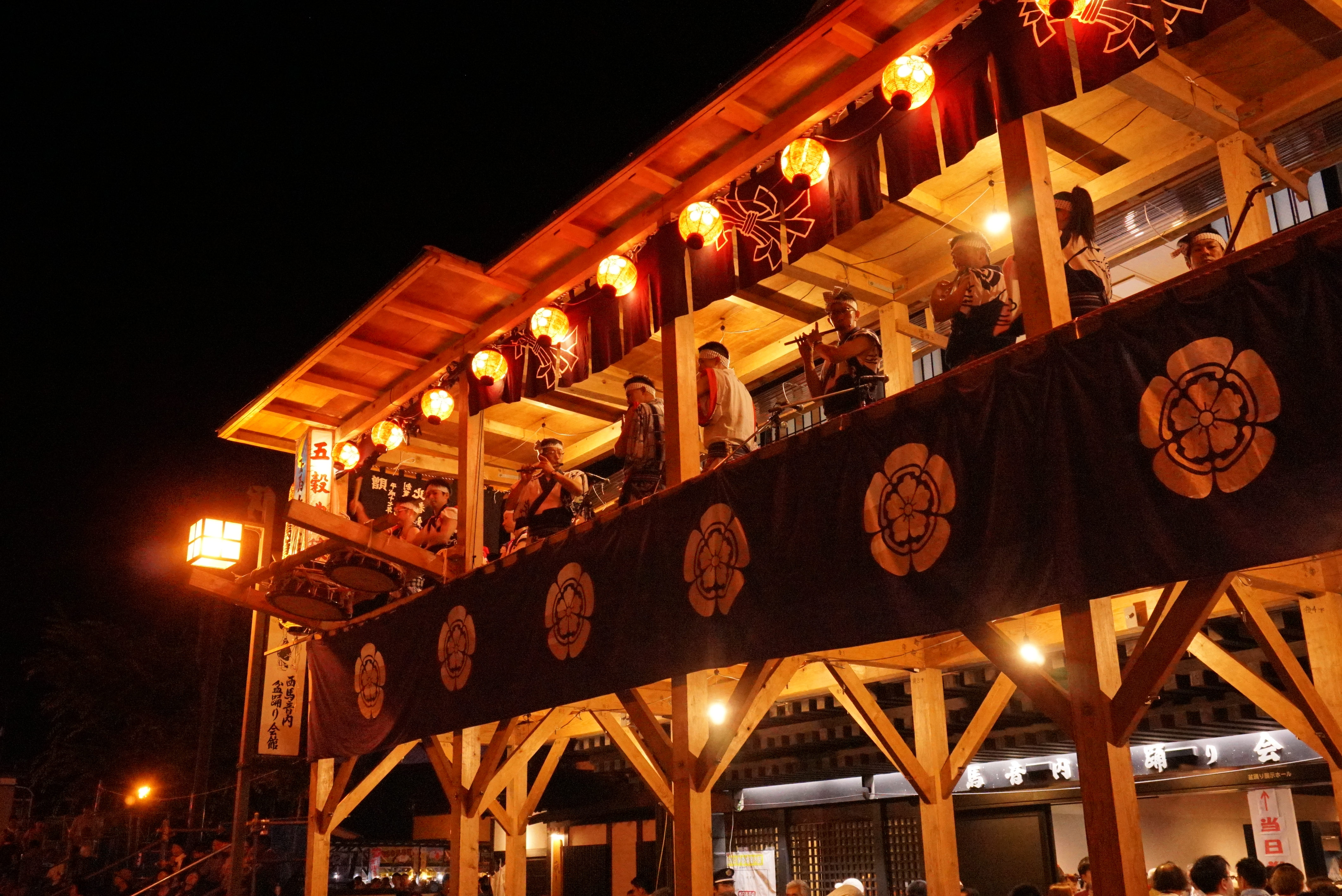
囃子場

西馬音内の盆踊（にしもないのぼんおどり）とは秋田県雄勝郡羽後町西馬音内に伝わる盆踊りである。国指定の重要無形民俗文化財にしてユネスコ無形文化遺産。毎年8月16日から18日まで西馬音内本町通りにおいて行われる。
毛馬内の盆踊、一日市の盆踊と合わせて秋田県三大盆踊りと称されるほか、日本三大盆踊りの一つとも評される。

## 概要
西馬音内の中心部に囃子場を設置し、道路沿いに焚き火を点け、それを囲うように亡霊に扮した踊り子たちが踊る。盆踊りの開始は通りの中央に作られる矢倉の上にいる囃子方の掛け声による。
踊り子の服装は浴衣や平袖に編み笠、あるいは目だけを出した頭巾となっている。女性は手作りの半月型の編み笠を被り、端縫い（はぬい）衣装と呼ばれる複数の布を継ぎ合わせた衣装をまとう。目のみを露出した頭巾は彦三（ひこさ）頭巾と呼ばれる。これらの顔を隠す様子は死者を表現しているとされる。他にも藍染の浴衣やしごき帯と呼ばれる赤い帯などが特徴として挙げられている。
囃子は笛、大小の太鼓、鼓、三味線、すり鉦、鉦といった楽器の奏でられる中、甚句と地口の二種類が歌われる。音頭は地口に合わせて踊るものとなっている。がんけは音頭よりも速いテンポの甚句に基づいたもので、歌詞や踊りに亡者の踊りとしての物悲しさがあるとされる。

## 歴史
西馬音内の盆踊の起源・沿革については、全く記録されたものがない。
起源に関する伝承によると、正応年間（1288 - 1293年）に修行僧の源親が蔵王権現（現在の御嶽神社）の境内で豊年祭りとして踊らせたのが始まりという。別の口碑では、戦国時代末期の慶長6年、西馬音内城主小野寺茂道が、山形の最上義光に攻め滅ぼされたので、その家臣や領民たちが菩提寺の西蔵寺境内（元西地区）で慰霊のための盆踊りを行い、やがてそれが宝泉寺境内（西馬音内地区）で行われていた亡者踊りと合流したともいわれる。民俗学者の松尾恒一は、700年以上前の修行僧の説はあくまで言い伝えであるため正確性については不明瞭としている。また地元の郷土史家・柿崎隆興は、最上氏と小野寺氏は宿敵であるが、それは仙北（横手）小野寺氏との戦いであって、最上の軍勢が雄物川を越えて西馬音内城に攻め入ったことはない、と明言している。
江戸時代後期、県内の盆踊りの歌謡などを採録した菅江真澄の書物や、院内銀山（旧雄勝町）の医師であった門屋養安の日記（天保6年-明治2年）にも、近隣の芸能は出てくるものの、西馬音内の盆踊の記述はない。
明治40年、俳人の河東碧梧桐が諸国遍歴の途上、西馬音内で一泊した際に見物した盆踊りの様子を、「始めて絵になる盆踊を見た」などの感想とともに自著『三千里』に描写している。
大正時代に入ると「風俗を乱すもの」として全国の盆踊りに対して当局の干渉が加わるようなった。西馬音内においても取締りを名目とした官憲による干渉が大正から昭和初期にかけてしばしばあったが、町民のみならず地域の有力者もこれに抵抗して撥ね付けたと伝えられている。
1928年（昭和3年）7月、東京日日新聞社からの要請で「臨時盆踊り大会」が開かれて、思わぬ形で外部から注目され、次いで1934年（昭和9年）にはそれぞれ湯沢町（5月）と秋田市（9月）で催された雄勝郡連合女子青年団総会における出し物として、初めて出張にて踊りが披露された。
そして翌1935年（昭和10年）、県の推薦によって日本青年館主催の「第9回全国郷土舞踊民謡大会」に東北地方を代表して出場した。この東京公演にあたっては、古老らが会得している古い踊りの振り付けから長所を抜き出して改良を加え、基本となる型を創った。それまでほとんど自己流で踊られていた盆踊りの形が再創造され、現在の踊りの原型が整えられた。また端縫い衣裳にも工夫が施され、踊り浴衣では絞り染めの方法まで指導して一様に揃えたほか、囃子方には新たに三味線、鼓、鉦が加えられ、揃いの藍染め浴衣と豆絞りの鉢巻きを着用するようになった。町をあげて取り組んだ東京での出張公演は西馬音内盆踊りの歴史にとって画期的な出来事となった。

### 戦後
1947年（昭和22年）、西馬音内盆踊保存会が設立される。
1958年（昭和33年）、それまで旧暦の7月16日から20日まで5日間行われていた盆踊りが、新暦開催（8月16日から18日までの3日間）に改められた。
1981年（昭和56年）1月21日、国の重要無形民俗文化財に指定された。
2020年は新型コロナウイルス感染症の流行により中止が決定された。2022年は、3年ぶりで観客を入れて開催された。
2022年(令和4年)11月30日、秋田県羽後町の西馬音内盆踊りなどを含む24都道府県41件の民俗芸能「風流踊り(ふうりゅうおどり)」のひとつとして西馬音内盆踊りが国連教育科学文化機関（ユネスコ）に審議され、無形文化遺産への登録が正式に決定された。

## その他
- 元城盆踊り - 西馬音内盆踊りの原形といわれる。2002年時点では「元城（もとぎ）盆踊り保存会」が中心となり、8月14日に開催されている[26][27]。

### 受賞歴
西馬音内盆踊保存会の受賞歴は以下の通り。
- 1999（平成11）年度：第7回地域伝統芸能大賞 保存継承賞受賞（一般財団法人地域伝統芸能活用センター）
- 2003（平成15）年度：第25回サントリー地域文化賞受賞（サントリー文化財団）

### メディア関連
- 1971年（昭和46年）8月12日放送、NHK「ふるさとの歌まつり」で「西馬音内盆踊り」として紹介された[28]。
- 2011年（平成23年）7月、西馬音内の盆踊を歌った「西馬音内 盆唄」（唄：城之内早苗、作詞：喜多條忠、作曲：田尾将実、編曲：南郷達也、B面「遠い花火」）がテイチクから発売された[29]。
- 2011年（平成23年）11月18日放送、フジテレビ「浅見光彦シリーズ　悪魔の種子」では、西馬音内の盆踊りの最中の殺人事件を題材にしている[30]。

## 関連文献
- 羽後町郷土史編纂委員会 編『羽後町郷土史』1966年。
- 『西馬音内盆踊り地口集』